# Filipe Moriera Oliveira
Filipe Oliveira (Díli, 14 de Maio de 1995) é um futebolista timorense que atua pela defesa. Atualmente joga pelo Shaolin Soccer FC, equipe local.

## Carreira internacional
Filipe fez sua estreia internacional pela seleção sénior em 11 de novembro de 2014, na partida das eliminatórias para a Copa do Mundo de 2018 contra a Mongólia, em que venceram por 4 golos a 1.